# The Nest - L'inganno
The Nest - L'inganno (The Nest) è un film del 2020 scritto e diretto da Sean Durkin.

## Produzione
Le riprese del film sono iniziate nel settembre 2018 in Canada e dopo una settimana si sono spostate in Inghilterra.

## Promozione
Il primo trailer del film viene diffuso il 16 giugno 2020.

## Distribuzione
Il film è stato presentato al Sundance Film Festival 2020 il 26 gennaio, e distribuito nelle sale cinematografiche statunitensi a partire dal 18 settembre 2020, mentre in Italia arriva on demand a partire dal 14 maggio 2021.

## Riconoscimenti
- 2020 - Chicago Film Critics Association Awards[7]
  - Candidatura per la migliore attrice a Carrie Coon
- 2020 - Gotham Independent Film Awards[8]
  - Candidatura per il miglior attore a Jude Law
  - Candidatura per la migliore attrice a Carrie Coon
- 2020 - National Board of Review[9]
  - Migliori dieci film indipendenti
- 2022 - London Critics Circle Film Awards[10]
  - Candidatura per il miglior attore inglese/irlandese a Adeel Akhtar